# 西方南乳魚
西方南乳魚，為輻鰭魚綱胡瓜魚目南乳魚科的其中一種，分布於西澳大利亞西南部的淡水水域，體長可達19公分，棲息在岩石底質的急流、瀑布區、湖泊、池塘，可忍受略帶酸性、帶鹽度屬的水質，肉食性，以昆蟲、甲殼類等為食。

## 擴展閱讀
維基物種上的相關：西方南乳魚